# The Legend of Sleepy Hollow
The Legend of Sleepy Hollow, deutsch Die Sage von der schläfrigen Schlucht, ist eine Erzählung des amerikanischen Schriftstellers Washington Irving (1783–1859), die 1820 als Teil seines Sketch Book erschien. Neben Rip Van Winkle aus demselben Band gilt die „Legende“ vom geisterhaften „Reiter ohne Kopf“ als erste und eine der bekanntesten Kurzgeschichten der amerikanischen Literatur; letztlich geht sie indes auf eine deutsche Quelle zurück, ein von Johann Karl August Musäus gesammeltes Rübezahl-Märchen.

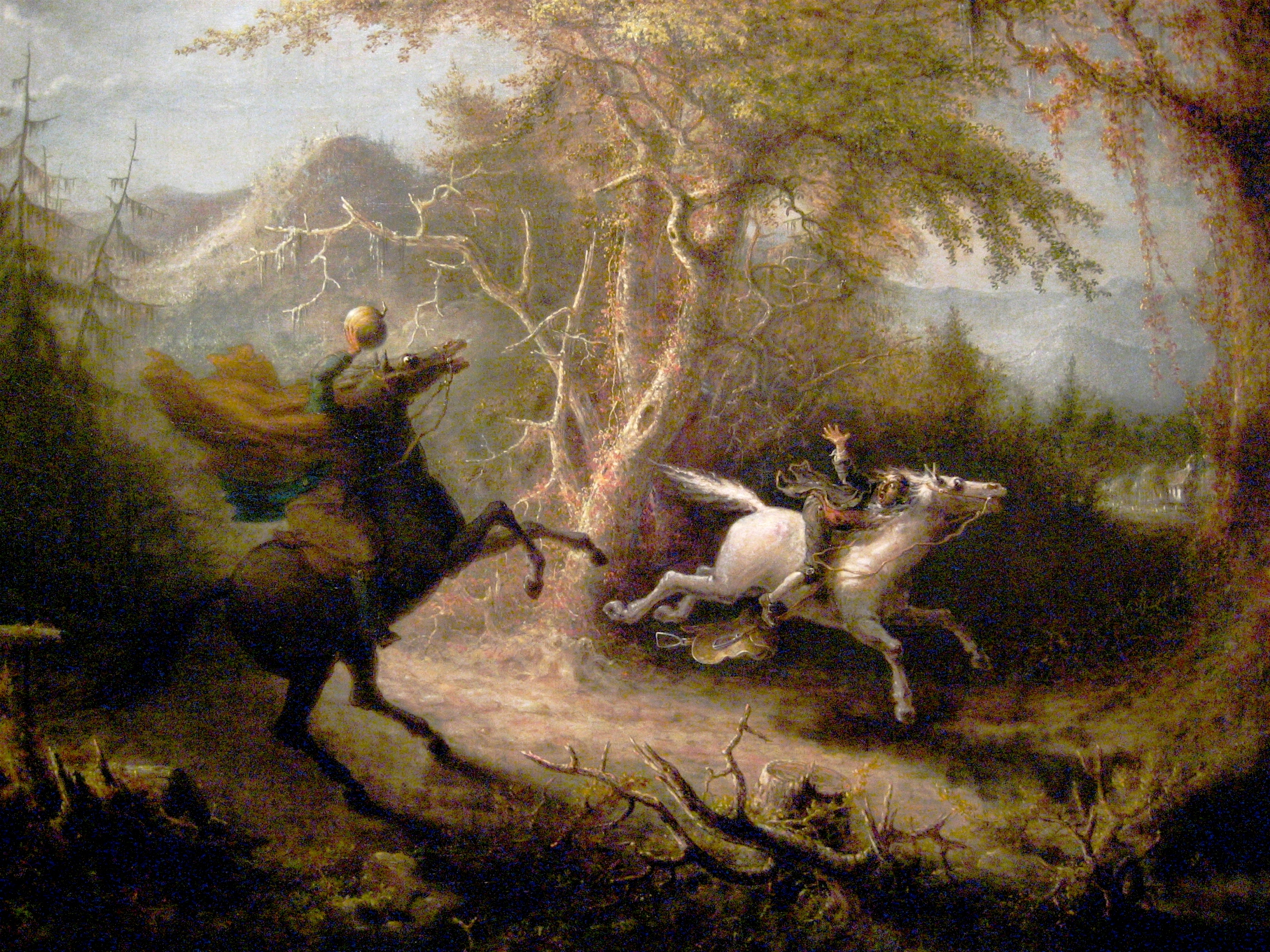
The Headless Horseman Pursuing Ichabod Crane
Gemälde von John Quidor, 1858.
Smithsonian American Art Museum, Washington.

## Inhalt
Der Erzähler der Geschichte, der Historiker Dietrich Knickerbocker, stellt zunächst den Schauplatz der Handlung vor, die so genannte „schläfrige Schlucht“. Das kleine Seitental des Hudson River nahe Tarrytown, wo sich das Brauchtum der niederländischen Kolonisten fast unverändert erhalten habe, gilt im Volksglauben als verwunschener Ort; es stehe „immerwährend in der Gewalt irgend einer Zaubermacht, welche über die Gemüter der guten Leute ihre Herrschaft ausübt und Ursache ist, daß sie in einem beständigen Traume umherwandeln. Sie sind allen Arten von Wunderglauben ergeben, Verzückungen und Gesichtern unterworfen, sehen häufig allerhand sonderbare Erscheinungen, und hören Musik und seltsame Stimmen in der Luft.“ Die furchtbarste dieser Erscheinungen ist ein „Reiter ohne Kopf“ (Headless Horseman), der Geist eines hessischen Söldners aus dem Amerikanischen Unabhängigkeitskrieg, der im Ruf steht, nachts zum einstigen Schlachtfeld zu reiten, um seinen abgeschlagenen Kopf zu suchen.
„Vor etwa dreißig Jahren“ verschlug es in diesen beschaulichen Winkel Ichabod Crane, einen gelehrten, jedoch abergläubischen Landschulmeister aus Connecticut. Im Schulhaus unterrichtet er die „kleinen, zähen, starrköpfigen, breitschultrigen holländischen Buben“ und lehrt die Bauern das Psalmensingen. Besonders genießt er die niederländische Kost und wirft bald ein Auge auf Katrina van Tassel, Tochter eines Bauern mit einer besonders üppig gefüllten Speisekammer, auf deren Hand sich aber auch Abraham van Brunt, genannt „Brom Bones“, Hoffnungen macht. Eines Herbsttages wird Crane zu einem Festmahl bei den van Tassels eingeladen. Nach dem ausführlich geschilderten Mahl und dem anschließenden Tanzvergnügen erzählt man sich in geselliger Runde Schauergeschichten; Brom Bones behauptet dabei, den Reiter ohne Kopf selbst getroffen und sich mit ihm ein Wettrennen zu Pferde geliefert zu haben.
Als die Nacht anbricht, macht sich Crane auf den Heimweg. Wieder und wieder wird er auf seinem Ritt von unheimlichen Geräuschen und seltsamen Formen im Geäst erschreckt. Plötzlich sieht er am Wegesrand einen „Reiter von gewaltiger Größe, der ein schwarzes Pferd von mächtigen Formen ritt.“ Die Gestalt reitet neben ihm einher, ohne ein Wort zu sprechen, und als sich das Licht kurz aufhellt, sieht Crane, dass die Gestalt „keinen Kopf hatte! – aber sein Entsetzen wuchs, als er bemerkte, daß er den Kopf, der auf den Schultern hätte stehen sollen, vor sich auf dem Sattelknopfe trug.“ Voller Entsetzen treibt er sein Pferd an, doch setzt die Gestalt zur Verfolgung an. Kurz bevor Crane die rettende Kirchenbrücke erreicht, erhebt sich der gespenstische Reiter, schleudert seinen Kopf nach dem fliehenden Schulmeister und stürzt Crane so vom Pferd.
Am nächsten Morgen ist Ichabod Crane verschwunden. Eine Suchmannschaft findet an der Brücke nur sein Pferd und einen zertrümmerten Kürbis. Zumindest die alten Weiber des Tals sind davon überzeugt, „daß Ichabod von dem galoppierenden Hessen hinweg geführt worden sei.“ Allerdings, so Knickerbocker, habe später ein Reisender die Nachricht aus New York gebracht, dass Crane durchaus noch am Leben sei und sein Glück andernorts versucht habe. Katharina van Tassel heiratete unterdessen Brom Bones. Letzteren „sah man immer eine sehr schalkhafte Miene machen, wenn Ichabods Geschichte erzählt wurde.“

## Werkzusammenhang

### Entstehung

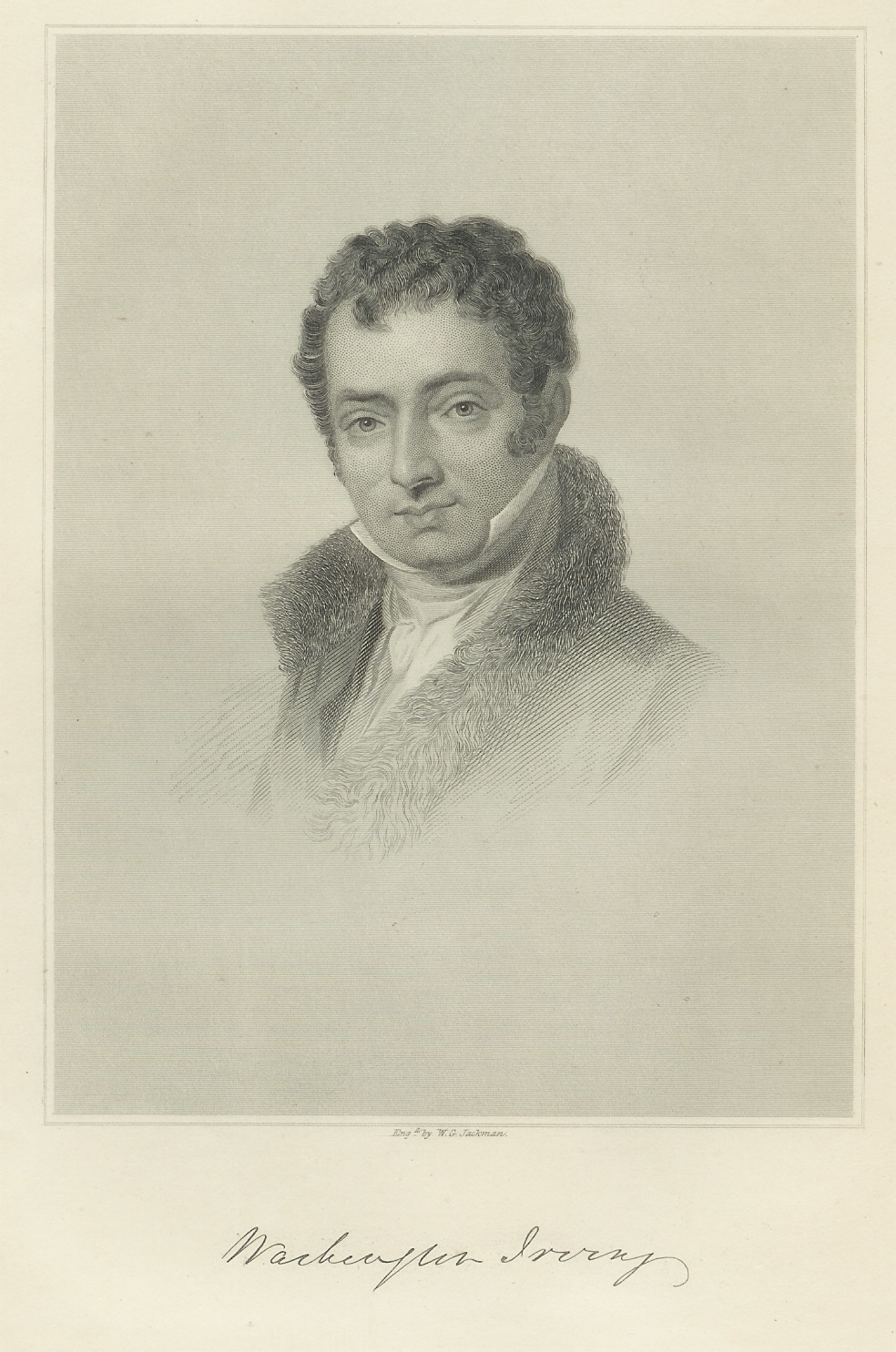
Washington Irving um 1820.
Stich nach einem Gemälde von Gilbert Stuart Newton

The Legend of Sleepy Hollow ist Teil des Sketch Book of Geoffrey Crayon, Gent. (dt. Das Skizzenbuch), das Irving 1818/19 in England verfasste und dessen Texte in Amerika zunächst über einen Zeitraum von rund anderthalb Jahren in sieben Einzelheften, in Buchform erstmals 1820 in England erschienen. Die Sage ist die letzte von drei „Skizzen“ des sechsten amerikanischen Einzelhefts vom 15. März 1820. In der ersten englischen Ausgabe, der auch die späteren amerikanischen Auflagen folgten, erschien die „Sage“ an vorletzter Stelle, gefolgt nur von L’Envoy, einer Art Grußbotschaft an den Leser. Die Idee zu der Erzählung will Irving, wie er später in einem Brief an Nathaniel Parker Willis schrieb, gekommen sein, als er 1819 eines Sonntags mit seinem Bruder Peter Irving über die Westminster Bridge spazierte. Nach seinem Neffen und Biografen Pierre M. Irving reifte die Geschichte jedoch bereits ein Jahr zuvor, als Irving in Birmingham bei seinem Schwager Henry Van Waart weilte und mit diesem in Geschichten aus glücklichen Jugendtagen in den Catskills schwelgte. Schon damals habe er einen ersten Entwurf zu Papier gebracht und ihn später in London ausgearbeitet. In einem Artikel im Knickerbocker Magazine beteuerte Irving 1839 dann, dass sich die Geschichte vom kopflosen Reiter tatsächlich so in den Catskills erzählt werde, er selbst habe sie dort aus dem Mund eines Schwarzen vernommen.

### Gattung und Genre
Scott war es auch, der Irving zur Beschäftigung mit der Literatur der deutschen Romantik anhielt. Waren Irvings frühe Werke wie Salmagundi oder noch viele europäische Stücke des Skizzenbuchs an neoklassizistischen Stilvorbildern wie Joseph Addison oder Oliver Goldsmith geschult, so drückt sich in der „Sage von der schläfrigen Schlucht“ wie dem „Rip Van Winkle“ eine Hinwendung zu einer romantischen Weltsicht mit ihrer Begeisterung für „volkstümliche“ Stoffe aus. Wie vielen amerikanischen Schriftstellern vor und nach ihm stellte sich Irving jedoch das Problem, dass es einer jungen Nation wie den Vereinigten Staaten an einer reichen Vergangenheit zu mangeln schien, aus der sich literarisches Kapital schlagen ließe. Mit sanfter Ironie verdeutlicht sein Erzähler dieses Dilemma, wenn er schreibt, seine Geschichte habe sich „in einer weit entrückten Periode der amerikanischen Geschichte, das heißt etwa vor dreißig Jahren“ zugetragen. Nur in Amerika, so der Literaturwissenschaftler Donald A. Ringe, könne man dreißig Jahre als „weit entrückt“ bezeichnen. Irving versetzte aber nicht einfach nur einen deutschen Sagenstoff in die Berge New Yorks, sondern setzte ihn in Zusammenhang mit spezifischen Ereignissen der amerikanischen Geschichte, der niederländischen Kolonialzeit und des Unabhängigkeitskrieges, um seiner Heimat den Reiz einer reichen Vergangenheit zu verleihen. Die niederländischen Kolonisten hatte Irving bereits 1809 in seiner humoristischen History of New York (dt. Geschichte der Stadt New York vom Anbeginn der Welt bis zum Ende der holländischen Dynastie) (1809) behandelt, die wie die Sage von dem fiktiven Historiker Dietrich Knickerbocker erzählt wird. Im Vergleich zu diesem satirischen Frühwerk erscheint die Stimme des Erzählers nun aber merklich versöhnlicher – die niederländischen Siedler New Yorks waren nun nicht mehr das Ziel beißenden Spotts, sondern erscheinen als durchaus liebenswerter Inbegriff des ländlichen Amerika.
Rip Van Winkle und The Legend of Sleepy Hollow haben eine besondere Bedeutung nicht nur für die amerikanische Literatur, sondern auch für die allgemeine Gattungstheorie, da sie als erste Kurzgeschichten der Literaturgeschichte überhaupt gelten. Die poetologische Definition der short story erfolgte aber erst nachträglich im späten 19. Jahrhundert, Irving selbst bezeichnete seine kurzen Prosaerzählungen – wie dies auch seine Zeitgenossen Poe und Hawthorne taten – als tales. Auch tritt gegenüber dem Märchen die individuelle Zeichnung der Figuren als Charaktere in den Vordergrund.
Irving überlässt es letztlich dem Leser, zu entscheiden, was tatsächlich in Sleepy Hollow geschah. Zwar gibt er zahlreiche deutliche Hinweise, dass es wohl Brom Bones in Verkleidung war, der Crane in die Flucht schlug, doch ist eine Lesart nicht völlig ausgeschlossen, wonach Crane tatsächlich vom Reiter ohne Kopf ins Reich der Geister entführt worden ist. Der ironisch-humoristische Umgang mit dem Übernatürlichen lässt Irving nur schwerlich dem Genre der eigentlichen Schauerliteratur (Gothic fiction) zuordnen, auch wenn er reichlichen Gebrauch von deren Inventar macht; vielmehr ist die „Sage,“ deutlicher noch die Geschichte The Spectre Bridegroom (dt. Der Geisterbräutigam) aus demselben Band, fast eine Parodie auf dieses Genre. Großen Reiz gewinnt die Geschichte gerade durch die Vermengung zweier eigentlich gegensätzlicher Modi, des Pastoralen und des „Gotischen,“ also Schrecklichen, die auch verschiedenen literaturgeschichtlichen Epochen angehören: Während das Setting der Geschichte an die gefälligen „Dorfschilderungen“ etwa eines Oliver Goldsmith erinnert, so knüpft der nächtliche Ritt Ichabods an die Entwicklungslinie der Schauerliteratur an, die erst gegen Ende des 18. Jahrhunderts mit Horace Walpole und Ann Radcliffe begann.

## Themen und Motive

### Ichabod als „Yankee“
Da Irvings Erzählungen in der Literaturgeschichte am Beginn einer eigenständigen amerikanischen Literatur stehen, hat die Amerikanistik in der Legend of Sleepy Hollow häufig Anknüpfungspunkte für Entwicklungen der späteren amerikanischen Nationalliteratur gesucht. Brom Bones und Ichabod Crane wurden oftmals nicht nur als bloße literarische Figuren, sondern als Archetypen gedeutet, in denen sich Eigenarten und Handlungsmuster vorgebildet finden, die in der amerikanischen Literatur immer wieder auftauchen. So ist die Rivalität der beiden als Dramatisierung grundlegender Konflikte in der amerikanischen Geschichte und Gesellschaft gelesen worden – zwischen West und Ost, Land und Stadt, Pastoralismus und Kapitalismus, praktischer Bauernschläue und abstrakter Gelehrsamkeit. Gerade Brom Bones als wenn auch ungeschlachter, so doch praktisch denkender Mensch der Tat wurde häufig als Inbegriff des amerikanischen Wesens beschrieben, etwa als Vorläufer von Frontier-Helden wie Paul Bunyan, Mike Fink oder Davy Crockett, und Held einer frühen tall tale („Räuberpistole“), wie sie die amerikanische Folklore und auch das Werk von Autoren besonders des amerikanischen Westens wie etwa Mark Twain prägen.
Die Geschichte spielt um 1790, zu einer Zeit, in der sich in den Vereinigten Staaten große politische und gesellschaftliche Umwälzungen ereigneten. Durch die Ratifizierung der neuen Verfassung war Irvings Heimatstaat New York Teil einer Republik geworden, in der die zuvor souveränen Einzelstaaten miteinander auszukommen suchten. Die „Sage“ ist so unter anderem eine Dramatisierung eines Mentalitätskonflikts zwischen New York, repräsentiert durch die niederländischen Siedler von Sleepy Hollow, und den Yankees Neuenglands. Ichabod Crane vereint alle stereotypischen Eigenarten des Yankees, angefangen bei seinem alttestamentlichen Namen, der bezeichnenderweise 1 Sam 4,21  entnommen ist: „Sie nannte den Knaben Ikabod – das will besagen: Fort ist die Herrlichkeit aus Israel.“ So fällt seine Beschreibung auch nicht nur wenig schmeichelhaft oder grotesk, sondern geradezu bedrohlich aus:
| | |
| He was tall, but exceedingly lank, with narrow shoulders, long arms and legs, hands that dangled a mile out of his sleeves, feet that might have served for shovels, and his whole frame most loosely hung together. His head was small, and flat at top, with huge ears, large green glassy eyes, and a long snip nose, so that it looked like a weathercock perched upon his spindle neck to tell which way the wind blew. To see him striding along the profile of a hill on a windy day, with his clothes bagging and fluttering about him, one might have mistaken him for the genius of Famine descending upon the earth or some scarecrow eloped from a cornfield. | „Er war groß, aber sehr dürr, hatte schmale Schultern, lange Arme und Beine, Hände, welche eine Meile weit aus seinen Ärmeln hervorragten, Füße, die zu Schaufeln gedient haben könnten, und seine ganze Gestalt hing höchst locker zusammen. Sein Kopf war klein und oben platt, mit gewaltigen Ohren, großen grünen, glasartigen Augen und einer langen Schnepfennase, die wie ein Wetterhahn aussah, der auf seinem Spindelhalse steckte, um zu verkünden, woher der Wind wehe. Wenn man ihn, an einem windigen Tage, von dem Abhange eines Hügels herabsteigen sah, wie seine Kleider um ihn her beutelten und schwebten, hätte ihn Jedermann für den Genius der Hungersnoth, der sich auf die Erde herabließe, oder für eine, auf einem Kornfelde entlaufene Vogelscheuche nehmen mögen.“ |

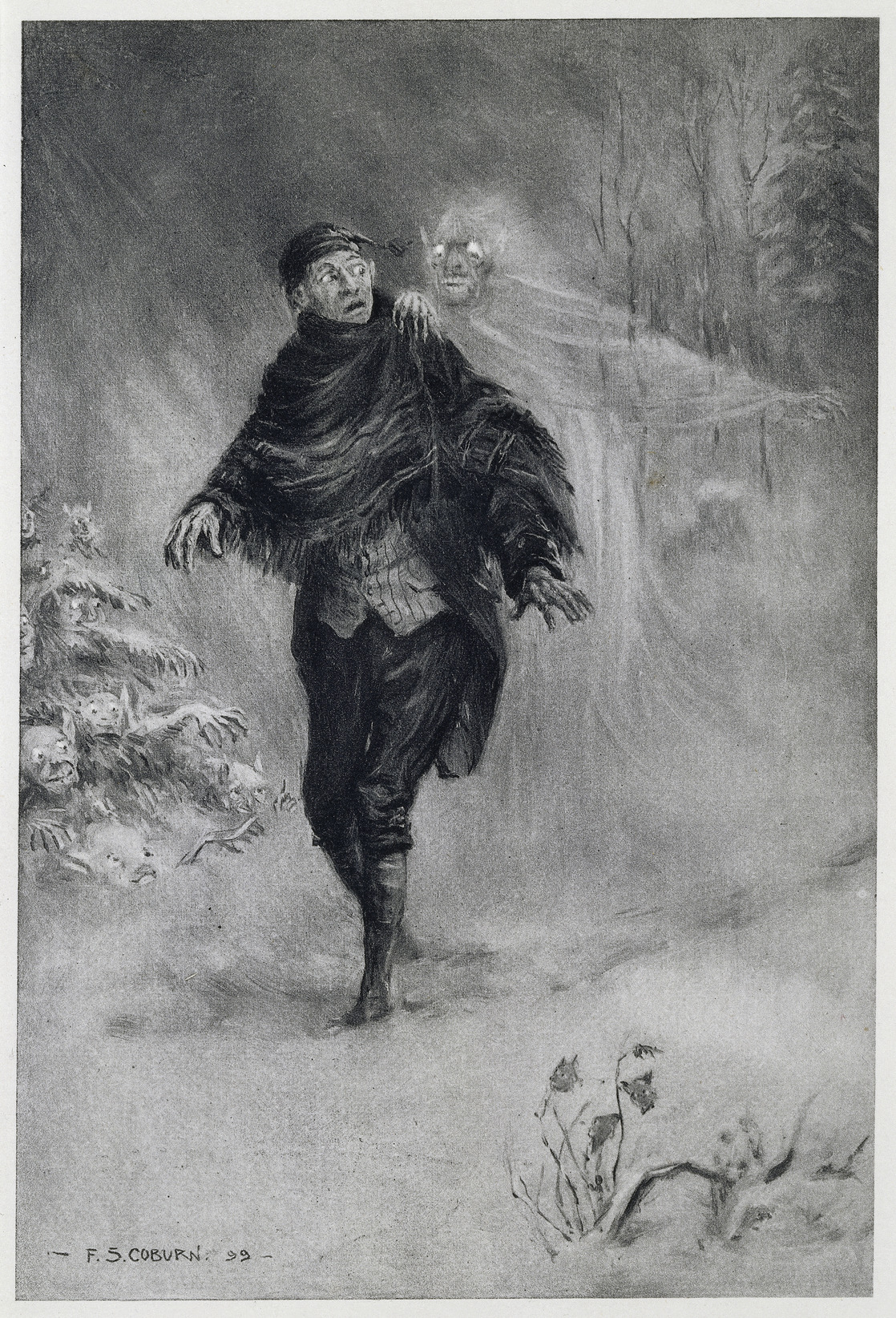
Ichabod in einer Illustration einer Ausgabe von 1899

Von seinen puritanischen Vorfahren hat er zum einen den Hang zu Büchern und Gelehrsamkeit geerbt, wohingegen der Zusammenhalt der Dorfgemeinschaft von Sleepy Hollow auf einer Kultur der Mündlichkeit beruht. Als geradezu kathartisches Ritual erscheint in diesem Zusammenhang, dass Hans van Ripper nach Cranes Verschwinden seine Bücher verbrennt, denn da er „aus dem sogenannten Lesen und Schreiben nie etwas Gutes hatte entstehen sehen, beschloss er, seine Kinder nicht mehr in die Schule zu senden.“ Cranes Belesenheit selbst ist es, die ihm zum Verhängnis wird, denn sein Glaube an das Wirken von Gespenstern stützt sich vor allem auf die Lektüre von Cotton Mathers Geschichte der Zauberei in Neu-England (gemeint sind die Wonders of the Invisible World, in denen Mather 1693, ein Jahr nach den Hexenprozessen von Salem, seinen Glauben an Hexen und Dämonen bekräftigte).
Der andere prägende Wesenszug Ichabods wie des „typischen“ Yankee ist seine Gier. Cranes unermesslicher Appetit bestimmt sein Denken, selbst sein Verlangen nach Katharina van Tassel (die beschrieben wird als „rund wie ein Rebhuhn; reif und mürbe und rosenwangig wie eine von den Pfirsichen ihres Vaters“) stellt sich als Wunsch nach Einverleibung dar, so dass das Essen zu einer umfassenden Metapher für Ichabods Geisteshaltung gerät. In seinen Wunschträumen sieht er Katharina schon als ergebene, stets Butterstullen reichende Gattin, sich selbst als Erbe der van Tasselschen Besitztümer, auf dem „jedes Spanferkel gebraten mit einem Pudding im Leibe und einem Apfel im Maule“ umherläuft. Dieser vertraute Topos aus der märchenhaften Schlaraffenland-Literatur weicht schon im nächsten Absatz der Beschreibung von Cranes Habgier, die ihn als skrupellosen Landspekulanten und rastlosen Geschäftsmann ausweist, denn als er sein Auge über die Felder und Gärten der van Tassels schweifen ließ:
| | |
| “[…] his heart yearned after the damsel who was to inherit these domains, and his imagination expanded with the idea how they might be readily turned into cash and the money invested in immense tracts of wild land and shingle palaces in the wilderness. Nay, his busy fancy already realized his hopes, and presented to him the blooming Katrina, with a whole family of children, mounted on the top of a wagon loaded with household trumpery, with pots and kettles dangling beneath, and he beheld himself bestriding a pacing mare, with a colt at her heels, setting out for Kentucky, Tennessee, or the Lord knows where.” | „[…] sehnte sich sein Herz nach dem Mädchen, welches diese Besitzungen erben sollte, und seine Einbildungskraft dehnte sich bei dem Gedanken aus, wie leicht man sie in bares Geld verwandeln und dieß zum Ankauf ungeheurer Strecken wüsten Landes und zu Schindelpalästen verwenden könnte. Ja, seine geschäftige Einbildungskraft verwirklichte bereits seine Hoffnungen, und stellte ihm die blühende Katharina dar, wie sie, mit einer ganzen Familie von Kindern, oben auf einem mit allerhand Hausrath beladenen Wagen saß, während Töpfe und Kessel unter demselben baumelten; sich selbst sah er auf einer ruhigen Stute, mit einem Füllen auf ihren Fersen, auf dem Wege nach Kentucky, Tennessee, oder Gott weiß wohin.“ |

### Tradition und Wandel
Bis zu Ichabods Erscheinen stellte Sleepy Hollow eine in sich abgeschlossene, fast märchenhafte Welt dar, in der „Bevölkerung, Sitten und Gewohnheiten unverändert“ blieben, „während der große Strom der Wanderung und Ausbildung, der in anderen Theilen dieses rastlosen Landes so unaufhörliche Veränderungen bewirkt, bei ihnen unbemerkt vorüberrauscht.“ Die Bewohner dieses pastoralen Idylls leben im Rhythmus der Jahreszeiten und sind tief in ihrer Scholle verwurzelt, da das Land vom Vater auf den Sohn übergeht. Ichabods kapitalistische Fantasien stellen mithin eine Gefahr für die Grundlagen des gesellschaftlichen Zusammenlebens in Sleepy Hollow dar, doch wird die Gefahr durch seine Vertreibung noch einmal gebannt. Insgesamt wird hier Irvings konservative Grundeinstellung deutlich, seine Vorliebe für gesellschaftliche Stasis und althergebrachte Hierarchien. Das Skizzenbuch im Allgemeinen und die Sage von der schläfrigen Schlucht im Besonderen sind so häufig als pastorale Schwelgerei gelesen worden, als nostalgische Verklärung einer vormodernen, vorkapitalistischen „guten alten Zeit“. Schon 1825 bezeichnete William Hazlitt Irvings Skizzen als literarische Anachronismen. In seinem spezifisch amerikanischen Kontext stellt sich Irvings Konservatismus problematisch dar, da er merklichen Widerspruch zum nationalen Selbstverständnis der USA (etwa in Form des vielbeschworenen „American Dream“) steht, in dem der Möglichkeit der räumlichen wie der sozialen Mobilität (und insbesondere dem Drang nach Westen, wie ihn auch Ichabod verspürt) ein hoher Stellenwert zukommt.

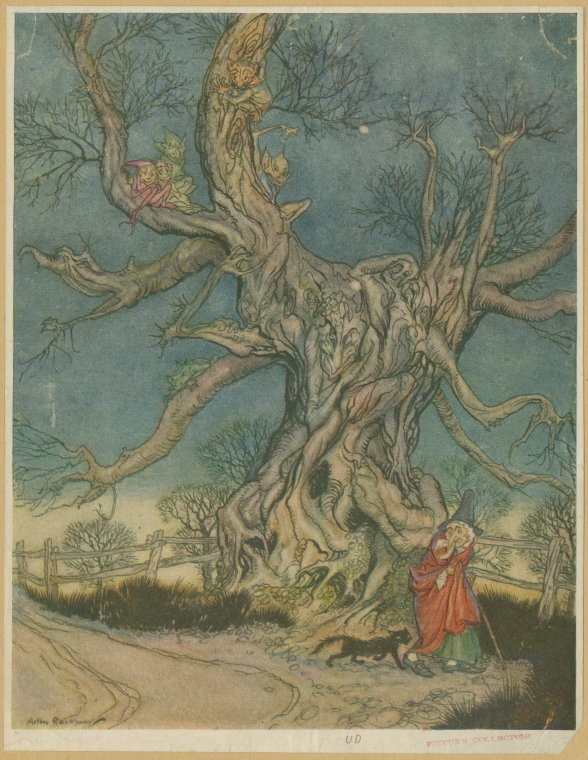
Major André's Tree, der Baum, an dem John André 1780 gehängt wurde, in einer Illustration von Arthur Rackham (1867–1939)

Dass es gerade die Amerikanische Revolution war, die die geordneten Verhältnisse ins Wanken brachte, lässt Irvings Verhältnis zu seiner Heimat umso zwiespältiger erscheinen. Seine Bewunderung für den begüterten englischen Adel, die in seinen Reiseskizzen zum Ausdruck kommt, ließ sich nur schwerlich mit der republikanischen Gesellschaftskonzeption der Vereinigten Staaten vereinbaren. Auch in der „Sage“ stellt sich das Erbe der Revolution durchaus problematisch dar. Das Tal Sleepy Hollow wird auch nach Jahren von den Geistern der Vergangenheit heimgesucht. Der Geist des hessischen Söldners, der in einer „namenlosen Schlacht“ fiel, patrouilliert auf einem Gelände, durch das einst die Frontlinie zwischen den Revolutionären und den königstreuen „Loyalisten“ verlief, und auch an der Stelle, an der 1780 der britische Spion John André aufgegriffen und gehängt wurde. Beim Van Tasselschen Festmahl schwelgen die Kriegsveteranen zunächst in Schlachterinnerungen, bevor sie auf den kopflosen Reiter zu sprechen kommen:
| | |
| There were several more that had been equally great in the field, not one of whom but was persuaded that he had a considerable hand in bringing the war to a happy termination. But all these were nothing to the tales of ghosts and apparitions that succeeded. The neighborhood is rich in legendary treasures of the kind. Local tales and superstitions thrive best in these sheltered, long-settled retreats but are trampled under foot by the shifting throng that forms the population of most of our country places. | „Auch mehrere Andere rühmten sich, eben so groß im Felde gewesen zu sein, und es gab gewiß keinen, der nicht die vollkommene Ueberzeugung gehabt hätte, daß er wesentlich dazu beigetragen habe, den Krieg zu einem glücklichen Ende zu bringen. Alles dieß war indeß nichts gegen die Geister- und Erscheinungsgeschichten, welche folgten. Die Gegend ist reich an Sagenschätzen dieser Art. Ortssagen und abergläubische Meinungen gedeihen am besten in solchen abgelegenen, lange bewohnten Winkeln; aber sie gehen im Munde der ewig wandernden Menge, welche die Bevölkerung unserer meisten ländlichen Ortschaften bildet, allmählich verloren.“ |

Der Schrecken in Sleepy Hollow ist so nicht nur eine vollkommen fabelhafte Heimsuchung, sondern hat seinen Ursprung in tatsächlichen historischen Ereignissen. Aus dieser konkreten Erfahrung heraus erklärt sich auch die bedrückende Qualität des Unheimlichen in der Erzählung, der Literaturwissenschaftler Robert Hughes deutet die Entstehung der örtlichen Legenden in seiner psychoanalytisch beeinflussten Lesart mithin als Ausdruck eines kollektiven Traumas, als Sublimierung der unaussprechlichen Kriegsschrecken und der Loyalitätskonflikte, die in den Kriegsjahren tiefe Gräben in der amerikanischen Gesellschaft aufwarf und Dörfer und Familien entzweite. Dahingehende Deutungen hat auch Rip Van Winkle, die andere in Amerika spielende Kurzgeschichte des Skizzenbuchs, erfahren, deren Protagonist in der Kolonialzeit in einen zwanzigjährigen Zauberschlaf fällt, den Unabhängigkeitskrieg verschläft und sich nur schwer in der neuen revolutionären Gesellschaftsordnung zurechtfindet.

### Fiktion und Realität
Besondere Aufmerksamkeit hat in jüngerer Zeit die Erzählsituation der Geschichte gefunden, die Fragestellungen zu Sinn und Nutzen fiktionalen Erzählens und dem Verhältnis der Literatur zur Geschichtsschreibung aufwirft. Diese Problematik beginnt schon mit dem Titel, der die Erzählung als Legende ausweist und es so einer Gattung zuordnet, die sich (anders als das Märchen) in einem Spannungsfeld zwischen Fakt und Fiktion bewegt und außerordentliche oder übernatürliche Ereignisse in Zusammenhang mit tatsächlichen Orten und historischen Geschehnissen setzt. Metafiktionale Exkurse über die Leichtgläubigkeit gegenüber Sagen und Legenden und schließlich der Literatur an sich durchziehen die Erzählung so von ihrem Beginn bis zu ihrem Ende.
Den Leser des Skizzenbuchs erreicht die „Sage“ über eine lange Kette von mehr oder minder zuverlässigen Erzählinstanzen, deren Seriosität aber mehrfach unterstrichen und somit zugleich ironisch unterminiert wird: Erzähler des Skizzenbuchs ist der in England umherreisende amerikanische Gentleman Geoffrey Crayon, die „Sage“ wird hingegen als ein in seine Skizzen eingeflossenes Stück des verstorbenen Historikers Dietrich Knickerbocker präsentiert, den Irving 1809 als Erzähler seiner humoristischen „Geschichte der Stadt New York“ ersonnen hatte. Knickerbocker wiederum beruft sich auf das Hörensagen der „alten Bauernweiber […], welche in diesen Sachen die besten Richterinnen sind“ und in einer auf die Geschichte folgenden „Nachschrift“ auf einen namenlosen Erzähler, der die Geschichte Ichabods zur allgemeinen Belustigung bei einer Zusammenkunft von Kaufleuten in New York erzählt habe. Allein ein „langer, trocken aussehender alter Herr“ habe damals nicht in das Gelächter eingestimmt, sondern ihn gefragt, „was denn eigentlich die Nutzanwendung der Geschichte sei, und was dieselbe beweisen solle,“ insgesamt komme ihm die Geschichte nämlich „doch ein wenig unwahrscheinlich vor,“ worauf er erwidert:
| | |
| "Faith, sir," replied the story-teller, "as to that matter, I don't believe one-half of it myself." | „Nun Herr“, erwiderte der Erzähler, „was das betrifft, so glaube ich selbst nicht die Hälfte davon.“ |

Die Nachschrift führt als Rahmenhandlung so nicht nur beispielhaft mögliche Deutungen der Sage vor; sie verteidigt zugleich den literarischen Schöpfungsakt als Selbstzweck gegen Forderungen nach didaktischer oder moralischer Erbauung. Zugleich steht aber die künstlerische Freiheit, die Irving für sich als Literaten einfordert, in einem unauflöslichen Widerspruch zum Anspruch auf Wahrhaftigkeit, den sein Erzähler Dietrick Knickerbocker als Historiker für die Geschichtsschreibung einfordert.
Dieses Spannungsverhältnis ist nicht nur metafiktionales Beiwerk, sondern auch konstitutiv für die Handlung der Geschichte. So sieht Günter Ahrends zwei eng miteinander verknüpfte Themen als zentral für die Erzählung an: das Verhältnis von Realität und Irrealität und die „Gefährdung der Psyche durch eine überempfindliche Imagination.“ Die Grenzen zwischen Realität und Irrealität sind in der verzaubert anmutenden Welt von Sleepy Hollow, dem Dorf in den „Feenbergen“ fließend, für seine Bewohner scheint das Wirken übernatürlicher Kräfte, ob nun in den magisch anmutenden Licht- und Farbspielen der der Natur im Wechsel der Tages- und Jahreszeiten oder in Form geisterhafter Erscheinungen aus der Vergangenheit, ein selbstverständlicher Bestandteil ihres Alltags zu sein. Im Falle Ichabods nimmt die Furcht vor dem Übernatürlichen, schließlich der Verlust des Realitätssinns, nachgerade pathologische Züge an. Federt Irving das Thema einer „entfesselten Imagination“, die sich ihre Dämonen selbst schafft, auch humoristisch ab, so nimmt er damit doch ein wichtiges Element vieler späterer amerikanischer Horrorgeschichten (etwa denen eines Edgar Allan Poe) vorweg.

## Rezeption
Das „Skizzenbuch“ wurde nach seinem Erscheinen beiderseits des Atlantiks begeistert aufgenommen und erreichte für das Werk eines amerikanischen Autors zuvor nicht erreichte Auflagenhöhe. Noch in den 1820er Jahren erschienen Übersetzungen in mehreren europäischen Sprachen, darunter auch Deutsch; Goethe etwa zeigte sich 1823 von der Lektüre sehr angetan. Einen unmittelbaren literarischen Einfluss der „Sage“ nimmt Walter A. Reichardt für einige Passagen von Wilhelm Hauffs Jud Süß an, auch ist ein Einfluss der Sage auf die Komposition von Puschkins epischen Gedicht Der eherne Reiter (1833) behauptet worden.

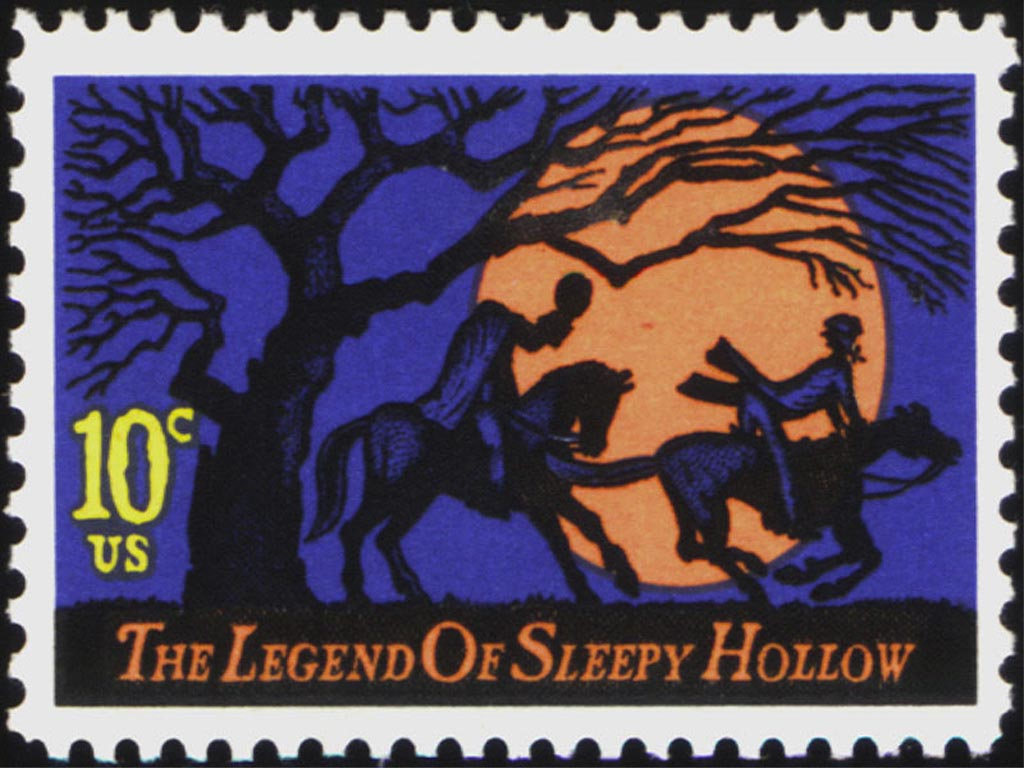
Briefmarke des US Postal Service, 1974

Während die anderen „Skizzen“ wie der Großteil des umfangreichen Gesamtwerks Irvings mit den Jahren kaum noch gelesen wurden und bald in Vergessenheit gerieten, gingen „Rip Van Winkle“ und „Die Sage von der schläfrigen Schlucht“ in die amerikanische Folklore ein. Sie gaben dem amerikanischen Lesepublikum die Möglichkeit, sich mit einer gefällig-nostalgischen Sentimentalität der eigenen Geschichte zu nähern und insbesondere eine Kontinuität zur Kolonialzeit herzustellen. Kurz nach Irvings Tod schrieb etwa William Cullen Bryant 1860, dass die beiden Geschichten in den Vereinigten Staaten wohl fast jedem bekannt seien, der überhaupt lesen kann. Dazu trug sicherlich bei, dass die Geschichte oftmals als Kinderbuch aufgelegt wurde und bald als Schullektüre kanonisiert wurde. Nach der Geschichte und ihren Figuren wurden zahlreiche Ortschaften und Straßen in den USA benannt. Der eigentliche Schauplatz der Handlung, der Weiler Sleepy Hollow, wo Irving auch auf dem denkmalgeschützten Sleepy Hollow Cemetery begraben liegt, profitiert vom hohen Bekanntheitsgrad der Geschichte und zieht insbesondere an Halloween zahlreiche Touristen an.
Die „Sage von der schläfrigen Schlucht“ wurde mehrfach verfilmt. Hervorzuheben sind Walt Disneys 1949 erschienene Zeichentrickversion, der die zweite Hälfte des 1949 erschienenen Kinofilms Die Abenteuer von Ichabod und Taddäus Kröte ausmacht, der erstmals 1980 ausgestrahlte Fernsehfilm The Legend of Sleepy Hollow mit Jeff Goldblum in der Hauptrolle und Tim Burtons Spielfilm Sleepy Hollow (1999) mit Johnny Depp als Ichabod und Christopher Walken als kopfloser Reiter. Der Plot gerade von Burtons Verfilmung weicht jedoch von Irvings Vorlage erheblich ab. 2004 veröffentlichte die Metal-Band Pigmy Love Circus, ein Nebenprojekt von Tool-Schlagzeuger Danny Carey, auf dem Album The Power of Beef einen Song mit dem Titel Headless Horseman. Ab 2013 entstand beim US-Sender Fox unter der Leitung der Produzenten Alex Kurtzman und Roberto Orci unter dem Titel Sleepy Hollow eine Mysteryserie, die die Story fortsetzt.

## Ausgaben, Übersetzungen und Digitalisate
Die heute maßgebliche Ausgabe des Skizzenbuchs ist:
- Washington Irving: The Sketch Book of Geoffrey Crayon, Gent. Hrsg. von Haskell Springer. Twayne, Boston 1978. [= Band 8 von: Henry A. Pochmann, Herbert L. Kleinfield, Richard D. Rust (Hrsg.): The Complete Works of Washington Irving. 30 Bände. University of Wisconsin Press, Madison/Twayne, Boston 1969–1986.]

E-Text:
- Die Sage von der schläfrigen Schlucht – aus Gottfried Crayon’s Skizzenbuch. Frankfurt am Main 1846. Digitalisat einer frühen deutschen Übersetzung beim Projekt Gutenberg-DE

Jüngere Übersetzungen:
- Washington Irving: Sleepy Hollow und andere geheimnisvolle Geschichten. Aufbau-Taschenbuch-Verlag, Berlin 2000, ISBN 3-7466-1647-6.
- Washington Irving "Die Legende von Sleepy Hollow". Logbuch Verlag, Bremen 2023, ISBN 978-3-9817345-8-4.

## Sekundärliteratur
- Jochen Achilles: Washington Irving: ‘The Legend of Sleepy Hollow’ – Ein prekärer amerikanischer Traum vom guten Leben. In: Klaus Lubbers (Hrsg.): Die englische und amerikanische Kurzgeschichte. Wissenschaftliche Buchgesellschaft, Darmstadt 1990, S. 1–11.
- David Anthony: “Gone Distracted”: “Sleepy Hollow”, Gothic Masculinity and the Panic of 1819. In: Early American Literature 40, 2005, S. 111–144.
- John Clendenning: Irving and the Gothic Tradition. In: Bucknell Review 12:2, 1964, S. 90–98.
- Sarah Clere: Faulkner's Appropriation of The Legend of Sleepy Hollow in The Hamlet. In: Mississippi Quarterly 62:3/4, 2009, S. 443–456.
- Albert J. von Frank: The Man That Corrupted Sleepy Hollow. In: Studies in American Fiction 15:2, 1987, S. 129–141.
- Lloyd M. Daigrepont: Ichabod Crane: Inglorious Man of Letters. In: Early American Literature 19:1, 1984, S. 68–81.
- Terence Martin: Rip, Ichabod, and the American Imagination. In: American Literature 31:2, Mai 1969.
- Daniel Hoffman: Prefigurations: The Legend of Sleepy Hollow. In: PMLA 68:3, 1953, S. 425–435.
- Robert Hughes: Sleepy Hollow: Fearful Pleasures and the Nightmare of History. In: Arizona Quarterly 61:3, 2005, S. 1–26.
- Laura Plummer, Michael Nelson: “Girls Can Take Care of Themselves”: Gender and Storytelling in Washington Irving’s “The Legend of Sleepy Hollow.” In: Studies in Short Fiction 30, 1993, S. 175–184.
- Donald A. Ringe: New York and New England: Irving’s Criticism of American Society. In: American Literature 38:4, 1967, S. 161–168.
- Jeffrey Rubin-Dorsky: The Value of Storytelling: “Rip Van Winkle” and “The Legend of Sleepy Hollow” in the Context of “The Sketch Book”. In: Modern Philology 82:4, 1985, S. 393–406.
- Greg Smith: Supernatural Ambiguity and Possibility in Irving’s ‘The Legend of Sleepy Hollow’. In: The Midwest Quarterly 42:2, 2001, S. 174–182.
- Terry W. Thompson: "Lively but complicated": English Hegemony in The Legend of Sleepy Hollow. In: Midwest Quarterly 54:2, 2013, S. 136–148.